# Isosaari (ö i Finland, Lappland, Rovaniemi, lat 65,93, long 27,13)
Isosaari är en ö i Finland. Den ligger i sjön Saarijärvi och i kommunen Ranua i den ekonomiska regionen  Rovaniemi ekonomiska region  och landskapet Lappland, i den norra delen av landet, 600 km norr om huvudstaden Helsingfors. Öns area är 6,8 hektar och dess största längd är 470 meter i nord-sydlig riktning.